# Robert Kinoshita

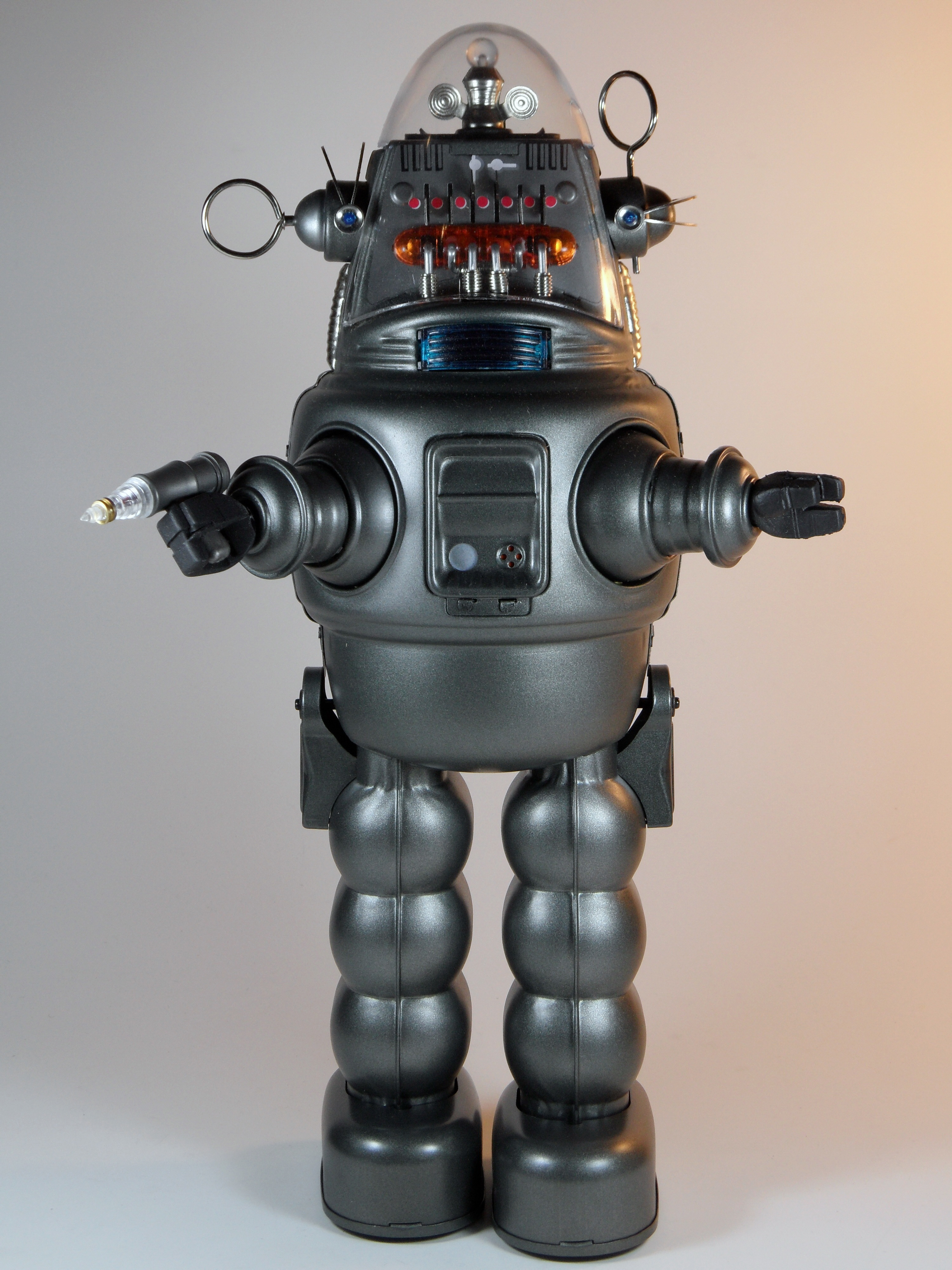
Robby il robot, costruito da Kinoshita per il film del 1956 Il pianeta proibito.

Robert Kinoshita  (ロバート木下?, Robāto Kinoshita) (Los Angeles, 24 febbraio 1914 – Torrance, 9 dicembre 2014) è stato un effettista e scenografo statunitense, noto a livello internazionale per le sue opere in campo cinematografico degli anni cinquanta e anni sessanta.

## Biografia
Nato nisei da una famiglia giapponese, crebbe a Boyle Heights. Si diplomò alla Theodore Roosevelt High School a Los Angeles, frequentando poi la facoltà di architettura della University of Southern California, dove prese il bachelor nel 1940. Lavorò per breve tempo al Department of Water and Power e a causa delle proprie origini nipponiche venne internato al Poston Camp in Arizona poco dopo essersi sposato.
Già prima della guerra aveva già avuto una prima esperienza di sceneggiatore in Cento uomini e una ragazza del 1937, ma a causa della pausa forzata per la guerra ritornò solo sul grande schermo nel 1956 occupandosi degli effetti speciali del film Il pianeta proibito e costruendo il celebre Robby il robot, anche se non venne accreditato.
Nel 1984, all'età di 70 anni, decise ritirarsi dopo quasi trent'anni di carriera continua tra cinema e televisione. 
Morì nove mesi dopo aver compiuto 100 anni a Torrance nella contea di Los Angeles, anche se la notizia della morte venne diffusa solo il 13 gennaio 2015 dagli amici di famiglia.

## Filmografia

### Scenografo

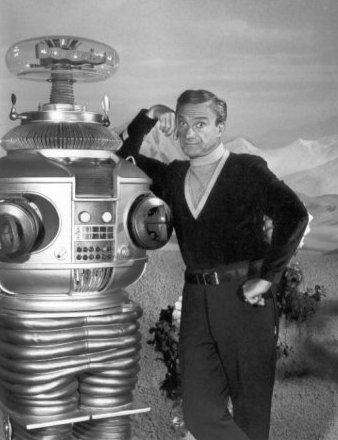
Il Robot B-9 della serie televisiva Perduti nello spazio costruito da Kinoshita assieme a un attore della serie, Jonathan Harris.

- Cento uomini e una ragazza (One Hundred Men and a Girl), regia di Henry Koster (1937)
- Luke and the Tenderfoot (1955) - serie TV (2 episodi)
- Il ribelle torna in città (Rebel in Town), regia di Alfred L. Werker (1956)
- Il sonno nero del dottor Satana (The Black Sheep), regia di Reginald Le Borg (1956)
- La stella spezzata (The Broken Star), regia di Lesley Selander (1956)
- Pharaoh's Curse, regia di Lee Sholem (1957)
- Scienza e fantasia (Science Fiction Theatre) (1956-1957), serie TV (14 episodi)
- Rock tutta la notte (Rock All Night), regia di Roger Corman (1957)
- L'adolescente bambola (Teenage Doll), regia di Roger Corman (1957)
- Here Comes Tobor, regia di Duke Goldstone (1957) - film TV
- Harbor Command (1957-1958) - serie TV (14 episodi)
- The Rough Riders (1958) - serie TV
- Mackenzie's Raiders (1958-1959) - serie TV
- La pattuglia della strada (Highway Patrol) (1959), serie TV (5 episodi)
- Bold Venture (1959), serie TV
- Tombstone Territory (1957-1959), serie TV
- World of Giants (1959), serie TV (1 episodio)
- Avventure in fondo al mare (Sea Hunt) (1958-1959), serie TV
- Bat Masterson (1959), serie TV
- Lock Up (1959-1960), serie TV (5 episodi)

### Direttore artistico

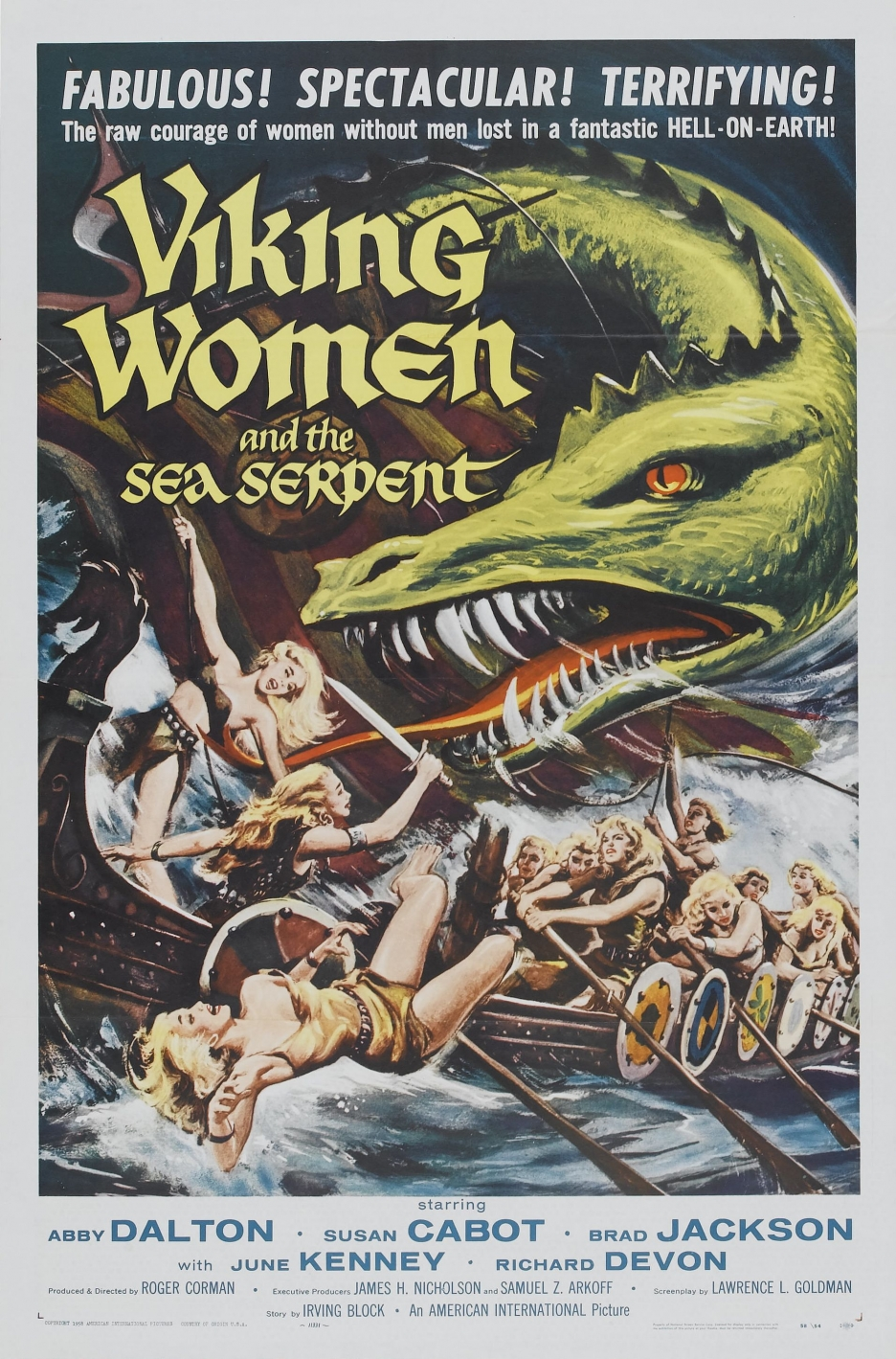
Locandina del film La leggenda vichinga (The Saga of the Viking Women and Their Voyage to the Waters of the Great Sea Serpent, 1957)

- Scienza e fantasia (Science Fiction Theatre) (1955), serie TV
- Macabro (Macabre), regia di William Castle (1958)
- La leggenda vichinga (The Saga of the Viking Women and Their Voyage to the Waters of the Great Sea Serpent), regia di Roger Corman (1957)
- Il sentiero della vendetta (Gun Fever), regia di Mark Stevens (1958)
- L'amore di una geisha (Tokyo After Dark), regia di Norman T. Herman (1959)
- Men Into Space (1959-1960) - serie TV
- The Nun and the Sergeant, regia di Franklin Adreon (1962)
- Ripcord (1962) - serie TV (1 episodio)
- Lost in space (1965-1967) - serie TV
- Mash: la guerra privata del Sgt. O'Farrell (The Private Navy of Sgt. O'Farrell), regia di Frank Tashlin (1968)
- Hawaii squadra cinque zero (Hawaii Five-O) (1970-1971) - serie TV (24 episodi)
- The Six Million Dollar Man: Wine, Women and War , regia di Russ Mayberry (1973) - film TV
- Il tenente Kojak (Kojak) (1973-1974) - serie TV (8 episodi)
- Planet Earth, regia di Marc Daniels (1974)
- Ironside (1974) - serie TV (1 episodio)
- La morte non esiste (The Dead Don't Die), regia di Curtis Harrington (1975) - film TV
- Le strade di San Francisco (The Streets of San Francisco) (1976) - serie TV (2 episodi)
- Terrore a 12 mila metri (Mayday at 40,000 Feet!), regia di Robert Butler (1976) - film TV
- Project U.F.O. (1978) - serie TV (12 episodi)
- Barnaby Jones (1978-1979) - serie TV (23 episodi)
- Belle Starr, regia di John A. Alonzo (1980)
- The Gong Show Movie, regia di Chuck Barris (1981)
- Going Ape!, regia di Jeremy Joe Kronsberg (1981)
- Matt Houston (1982) - serie TV (1 episodio)
- Sulle orme del dragone (Girls of the White Orchid), regia di Jonathan Kaplan (1983) - film TV
- Lovelines, regia di Rod Amateau (1984)
- Cover Up (1984) - serie TV (3 episodi)

### Produttore
- Il pianeta fantasma (The Phantom Planet), regia di William Marshall (1961)
- Smashing il racket del crimine (Hell's Bloody Devils), regia di Al Adamson (1970)

### Effetti speciali
- Il pianeta proibito (Forbidden Planet), regia di Fred McLeod Wilcox (1956) - non accreditato

### Effetti visivi
- Sulle orme del dragone (Girls of the White Orchid), regia di Jonathan Kaplan (1983)